# DNA-fantasma
O DNA-fantasma é um vestígio do DNA de um ramo extinto da ancestralidade humana que se esconde dentro do DNA dos africanos ocidentais modernos que evoluíram cerca de 500.000 anos atrás. De acordo com um estudo anterior, aproximadamente 800.000 anos atrás, dois grupos de homininos divergiam de um ancestral comum: denisovanos e neandertais. O DNA-fantasma, também chamado ancestral-fantasma, se separou do mesmo ancestral comum 200.000 anos depois.
Esses DNAs fantasmas podem ter entrado no genoma da África Ocidental moderna através do processo, podendo envolver várias populações de seres humanos arcaicos, que se misturaram ao longo de gerações. O tempo mais provável do cruzamento híbrido entre nossa própria espécie e esse hominino-fantasma seria de cerca de 43.000 anos atrás.
A análise do DNA, de informações genéticas publicamente disponíveis do Projeto 1000 Genomas, revelou uma contribuição substancial da ancestralidade arcaica na formação do património genético das atuais populações da África Ocidental. Em média, cerca de 2 a 19% da ancestralidade genética dessas populações vieram de um humano antigo. O DNA encontrado na África Ocidental não está associado a neandertais ou denisovanos. Esse antecessor antigo provavelmente divergiu da nossa árvore genealógica antes da divisão dos neandertais e humanos modernos.

## Homo erectus
Pesquisadores descobriram que 1% do genoma Denisovan vem dos genes do ancestral desconhecido, de um evento de cruzamento que deve ter acontecido, aproximadamente, um milhão de anos atrás. Esse ancestral misterioso poderia ter sido o Homo erectus porque o Homo erectus provavelmente se sobrepôs na Eurásia aos ancestrais dos denisovanos e dos neandertais. No entanto, esses fragmentos são minúsculos e não há sequências do Homo erectus para compará-los, então isso é especulativo.